# سيركل أولمبيك باماكو
نادي أولمبيك باماكو هو نادي كرة قدم مالي مقره في باماكو. يلعب في الدرجة الأولى في كرة القدم المالية. ملعبهم هو ملعب 26 مارس. اعتبارا من موسم 2010 ، كان رئيس النادي موسى كوناتي.

## الإنجازات
- كأس مالي: 3

البطل: 2000, 2002, 2011
الوصيف : 1974, 2008
- Super Coupe National du Mali

البطل: 2011

## الأداء في مسابقات الكاف
- كأس الكونفيدرالية الإفريقية: 3 مشاركات

2010 – الدور الأول
2012 – الجولة الفاصلة
2014 – الدور الأول
- كأس الكؤوس الإفريقية: مشاركتين

2001 – الدور الأول
2003 – الدور الثاني

## روابط خارجية
- Team profile – soccerway.com
- سيركل أولمبيك باماكو  على فيسبوك.